# Cserei Miklós
Nagyajtai Cserei Miklós  (1780 előtt – Mezőzáh, 1844. december 30.) erdélyi kormányszéki tanácsos.

## Élete
Cserei Mihály bíró és Berzenczei Ágnes fia. 1804-ben erdélyi törvényes királyi táblához kinevezett számfeletti, tiszteletbeli bíró, 1809-ben számfeletti bíró, 1815-ben rendes bíró lett. 1823-tól 1817-ig Háromszék főkirálybírói helytartója, 1819-ben kormányszéki tanácsos, majd 1826-ban nyugdíjazták. 1813-ban az erdélyi határszélek kijárására kinevezett bizottság tagja,
1822-ben a török birodalommal folyó kereskedés jobb karba állítására rendelt bizottság elnöke volt.
Nagy tudománypártoló és színházbarát volt, Kazinczy barátja és levelezőpartnere.
Nagy könyvtárat gyűjtött, kéziratos hagyománya is jelentős volt: az anyag az erdélyi történelemre, jogi és politikai intézményekre, közigazgatásra, honismeretre és statisztikára vonatko-zott.
Kéziratgyűjteménye jelentős a XIX. század eleji erdélyi magyar művelődési törekvésekre és a színészetre nézve.
Halála után könyvtárát az utódok eladták Burián Pál kolozsvári antikváriusnak.
A hagyatékot Buriántól Timotei Cipariu, balázsfalvi román tudós, tanár vette meg 1846-ban.
Az anyagban megtalálható volt többek között Benkő József kéziratos Transsilvania specialisa.
Az anyag a balázsfalvi Központi Könyvtárból a  Román Akadémia kolozsvári könyvtárába került, jelenleg is ott található.
A magyarok eredetéről irt munkája Berzenczey Miklósnál Monostorszegen elégett.
Egy műve jelent meg, egy Tacitus fordítás.
A könyv nemcsak irodalmi élményt nyújt az olvasónak, de a fordító - talán mondhatnánk szerzőt is - állást foglal korának irodalmi vitáiban, nevezetesen az ortológusok és neológusok között dúló harcban, Cserei Miklós, mint a "conservatív párt" tagja erősen ellenzi a nyelvújítást, feleslegesnek tartja azt, s a fordításhoz fűzött lábjegyzetekben (meglehetősen nagy terjedelemben) meg is adja az ehhez szükséges magyarázatot.
Politikai meggyőződéséhez a nekrológ ad útmutatót:
A három utolsó erdélyi országgyűlésen a conservatív párt egyik értelmesebb és kitűnőbb szónoka vala, ki a méltatlan megtámadásoktól, a divatos vélemény-türelmetlenségtől vissza nem rettenve, meggyőződését s az ősi alkotmány iránti ragaszkodását minden alkalommal kinyilvánította.

## Munkái
- Tacitus Kájus Kornélius Históriájának öt könyvei, fordította nagyajtai Cserei Miklós Kolozsvárt a Kir. Lyceum betűivel, 1840.

Kazinczy Ferenc levelei hozzá, Széphalom, 1812. jún. 14. (Hazánk és a Külföld 1870. 17. sz.), 1821–28-ból (Ellenőr 1879. 474. 476. sz.). Kazinczynak hozzá irt leveleinek száma a százat meghaladja, melyek a m. tud. akadémia kézirattárában és Cs. M. hátrahagyott kéziratai közt az Erdélyi Múzeumba kerültek.